# ديريك مورس
ديريك مورس (بالإنجليزية: Derrick Morse)‏ هو لاعب كرة قدم أمريكية أمريكي، ولد في 22 فبراير 1985 في فورت مايرز في الولايات المتحدة.